# نخل یاتای ارغوانی
نخل یاتای ارغوانی (نام علمی: Butia purpurascens) نام یک گونه از تیره نخل است که فقط در برزیل یافت می‌شود و بسیار در خطر انقراض وجود دارد. این گیاه بومی جنگل‌های خزاندار و ساوان‌های برزیل می‌باشد که به ندرت مورد کشت و کار قرار می‌گیرد.